# Gheorghe Adoc
Gheorghe Adoc (n. 22 februarie 1926, Socodor, Arad, România) este un pictor, grafician, gravor, ilustrator de carte și sculptor român. 

## Biografie
Gheorghe Adoc s-a născut în anul 1926. Termină cursurile Institutului de Arte Plastice din București, avându-i ca profesori pe M. H. Maxy, Jean Alexandru Steriadi și Simion Iuca.
A fost soțul sculptoriței Gabriela Manole-Adoc.

## Opera

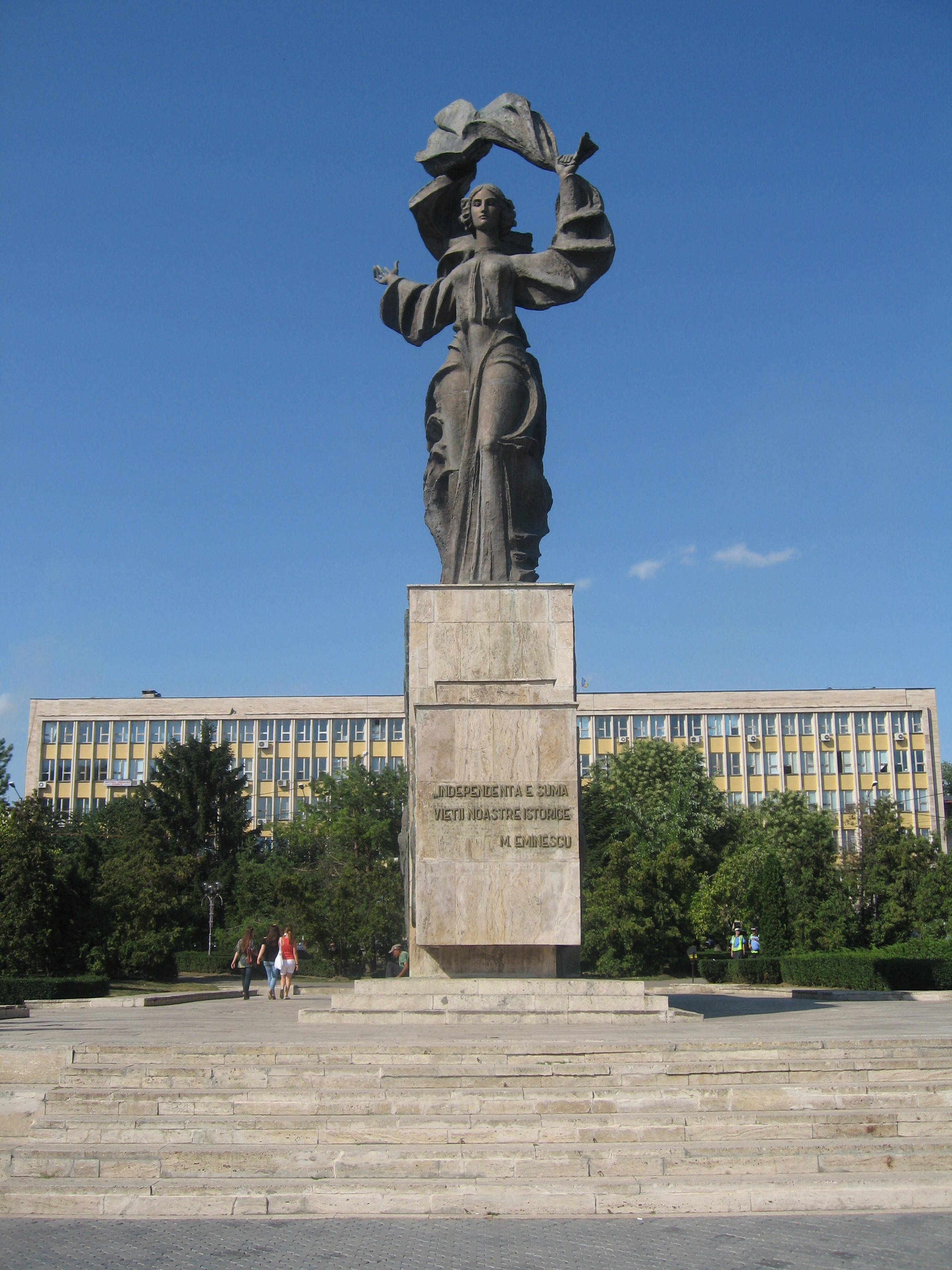
Statuia Independenței din Iași

Gheorghe Adoc transferă virtuțiile graficii în medalistică, basorelief și sculptură cu multă dăruire și abilitate. Concepția sa ilustrativă, realistă, este îmbibată de știința coagulării mijloacelor de expresie, de profunzimea și simțul nuanțelor. El aduce prin coerența compozițională de la sfârșitul anilor 1970, o revigorare a reliefului monumental, revigorare ce este caracterizată de forța dinamică a formelor ce în final aduc plusvaloare de expresie personajelor. În basoreliefurile sale de inspirație istorică, scenele sunt ilustrate narativ cu o amplitudine debordantă, fapt ce aduce claritate tematicii prin detalii fin conturate. În antiteză, portretele și busturile pe care le-a realizat, au o construcție riguroasă ce prezintă accente pe siluetă și expresie, accente care adaugă un plus de dinamism și veridicitate.
Bustul lui Mihai Viteazul, executat în bronz și care se află astăzi la Buenos Aires din anul 1993, se impune printr-o armonie generală, sobrietate, avânt și finețe grafică a detaliilor. Gheorghe Adoc face de-a lungul carierei lui artistice o galerie de portrete ale unor personalități importante din istoria și cultura poporului român. Aceste portrete le materializează în medalioane și medalii realizate între anii 1976–1992, unele excepționale precum "Mihai Eminescu" (premiată 1992), "Nicolae Iorga", "Dimitrie Cantemir", "George Enescu", "Constantin Brâncoveanu".
Lucrări reprezentative pentru Gheorghe Adoc sunt:
- placa omagială (80x60cm) situată la intrarea în "Academia di Romania" din Roma, alcătuită din două busturi de bronz în basorelief pe o placă de alamă, reprezentându-i pe Decebal și pe Traian. Placa realizată în anul 1968 la București a fost un omagiu donat de Liga Culturală a Românilor către Capitala Italiei.
- bustul lui Onisifor Ghibu din cartierul Nufărul din Oradea, realizat în anul 1998.
- bustul lui Gheorghe Pituț din orașul Beiuș. Bustul este realizat din bronz și are 0,75 m, fiind amplasat pe un soclu de 1,80 m.
- Monumentul „Eminescu-Slavici” de la Mănăstirea Putna.
- busturile lui Mihai Viteazul, Nicolae Bălcescu și Alexandru Ioan Cuza solicitate de Ministerul Afacerilor Externe pentru a fi amplasate în capitalele Argentinei, Chile și respectiv Columbiei.[3]

Lucrarea sa cea mai importantă și mai cunoscută este Statuia Independenței din Iași, amplasată în piața cu același nume și dezvelită în anul 1980. Proiectul soților Adoc s-a clasat pe locul întâi la un concurs național în 1975, statuia urmând să comemoreze 100 ani de la  proclamarea independenței României (1877). Lucrarea a fost realizată împreună cu soția sa, sculptorița Gabriela Manole-Adoc. În timp ce soția sa a sculptat statuia, Independența fiind simbolizată de o femeie, pentru care Gabriela Manole-Adoc a avut-o ca model pe o mătușă de-a ei, o femeie foarte frumoasă - după cum povestea artista - cu un păr cu reflexe aurii, Gheorghe Adoc a realizat basoreliefurile de pe soclul statuii.
În prezent, o stradă din orașul Jimbolia poartă numele sculptorului Gheorghe Adoc.

## Lucrări monumentale
- 1974 - Dimitrie Cantemir, relief, bronz, Istanbul, Turcia;
- 1976 - 1979 - Epopeea de la 1877, reliefuri pentru Monumentul Independenței realizat de Gabriela Adoc-Manole, Iași;
- 1982 - Dimitrie Țichindeal, relief, Arad;
- 1983 - Șerban Cantacuzino, relief, Viena, Austria;
- 1987 - Traian și Decebal, relief, Trieste, Italia;
- 1991 - Abrud 2000, relief, Abrud, Alba;
- 1993 - Mihai Viteazul, relief, Călugăreni, Giurgiu;
  - - Mihai Viteazul, bust, Buenos Aires, Argentina;
  - - Nicolae Bălcescu, bust, Santiago de Chile;
  - - Alexandru Ioan Cuza, bust, Bogota, Columbia;
- 1994 - Eminescu, bust, Dorohoi, Botoșani;
- 1995 - Nicolae Titulescu, bust, Pucioasa, Dâmbovița;
  - - Onisifor Ghibu, bust, Oradea;
- 1998 - Ioan Buteanu, bust, Gurahonț, Arad;

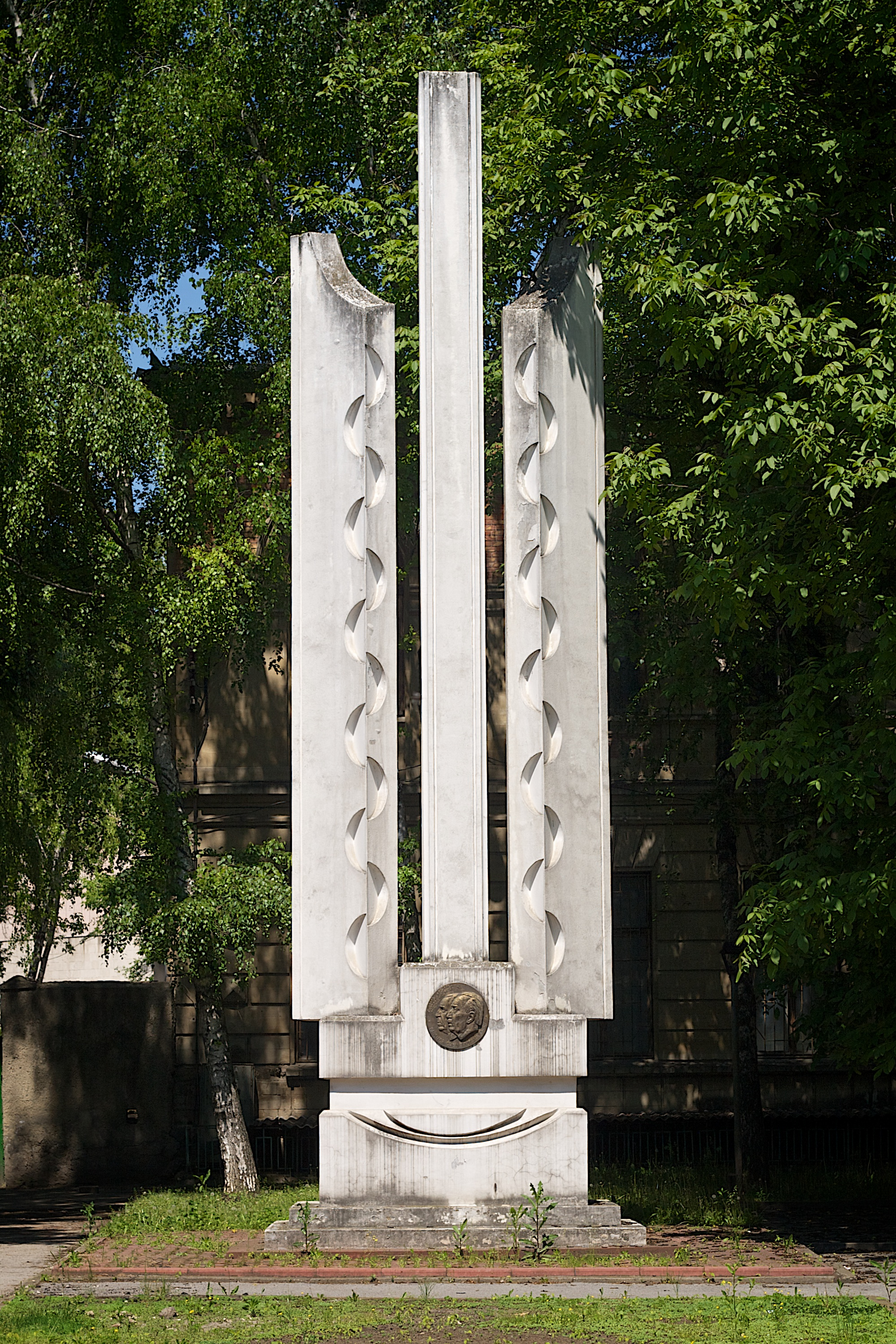
monument lui Onisfor şi Octavian Ghibu din Chişinău

- - - Monumentul Onisifor Ghibu, Chișinău, Republica Moldova;
- 2000 - Gheorghe Pituț, bust, Beiuș, Bihor.

## Expoziții
Expoziții personale:
- 1982 - Palatul Culturii, Iași (împreună cu Gabriela Manole-Adoc);
- 1996 - Expoziție retrospectivă, Palatul Parlamentului, București;
- 1997 - Bienala de la Veneția, Italia;
- 1998 - Expoziție retrospectivă, Palatul Culturii, Iași;
- 2000 - Muzeul de Istorie, Chișinău, Republica Moldova.

Expoziții colective:
- din 1954 - participă la saloanele naționale anuale și la expozițiile municipale București;
- 1960 - Bienala de la Veneția, Italia;
- 1965 - Leipzig, Germania;
- 1968, 1970, 1973 - Expoziția Internațională de Medalii FIDEM, Madrid (Spania), Bratislava (Slovacia), Helsinki (Finlanda).

## Premii
- 1959 - Premiul Uniunii Artiștilor Plastici;
- 1965 - mențiune de onoare la expoziția "Grafica pe cinci continente", Leipzig;
- 1980 - devine cetățean de onoare al orașului Iași;
- 1981 - Premiul „Ion Andreescu” al Academiei Române;
- 1984 - Premiul revistei „Flacăra”, București;
- 1987 - Premiul Ministerului Culturii, București și premiul revistei Săptămâna;
- 1995 - devine cetățean de onoare al localității istorice Călugăreni;
- 2000 - obține diploma de onoare și medalia „Pro amicitia, pro fidelitate”, Iași.[2]